# Ламба, Шику
Шику Фария Камара Ламба (порт. Chico Faria Camará Lamba, Пустой шаблон {{ВД-Преамбула}} ) — португальский футболист, защитник клуба «Сент-Этьен».

## Клубная карьера
Ламба — воспитанник клубов «Бенфика» и «Спортинг». В 2020 году он дебютировал за дублирующий состав последних. 22 октября 2022 года в матче против «Каза Пия» он дебютировал в Сангриш лиге. Летом 2024 года Ламба перешёл в «Ароку». 18 августа в матче против «Морейренсе» он дебютировал за новую команду. 18 января 2025 года в поединке против «Витории Гимарайнш» Чико забил свой первый гол за «Ароку». Летом 2025 года Ламба перешёл во французский «Сент-Этьен». Сумма трансфера составила 6 млн евро.

## Международная карьера
В 2025 году Ламба в составе молодёжной сборной Португалии принял участие в молодёжном чемпионате Европы в Словакии. На турнире он сыграл в матчах против команд Франции, Грузии, Польши и Нидерландов.